# Saint-Martin-sur-la-Chambre
Saint-Martin-sur-la-Chambre is een gemeente in het Franse departement Savoie (regio Auvergne-Rhône-Alpes) en telt 416 inwoners (1999). De plaats maakt deel uit van het arrondissement Saint-Jean-de-Maurienne.

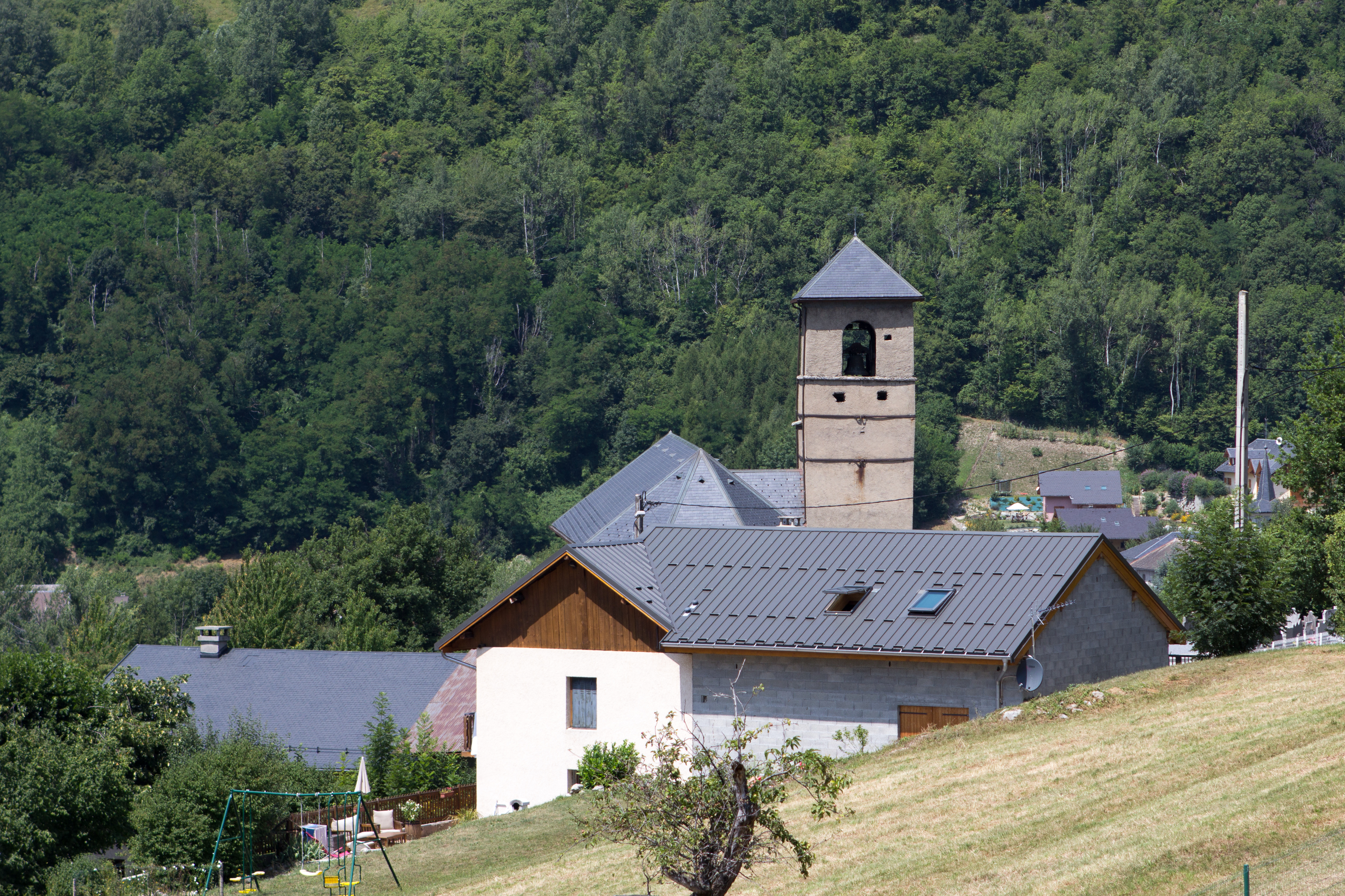
Saint-Martin-sur-la-Chambre
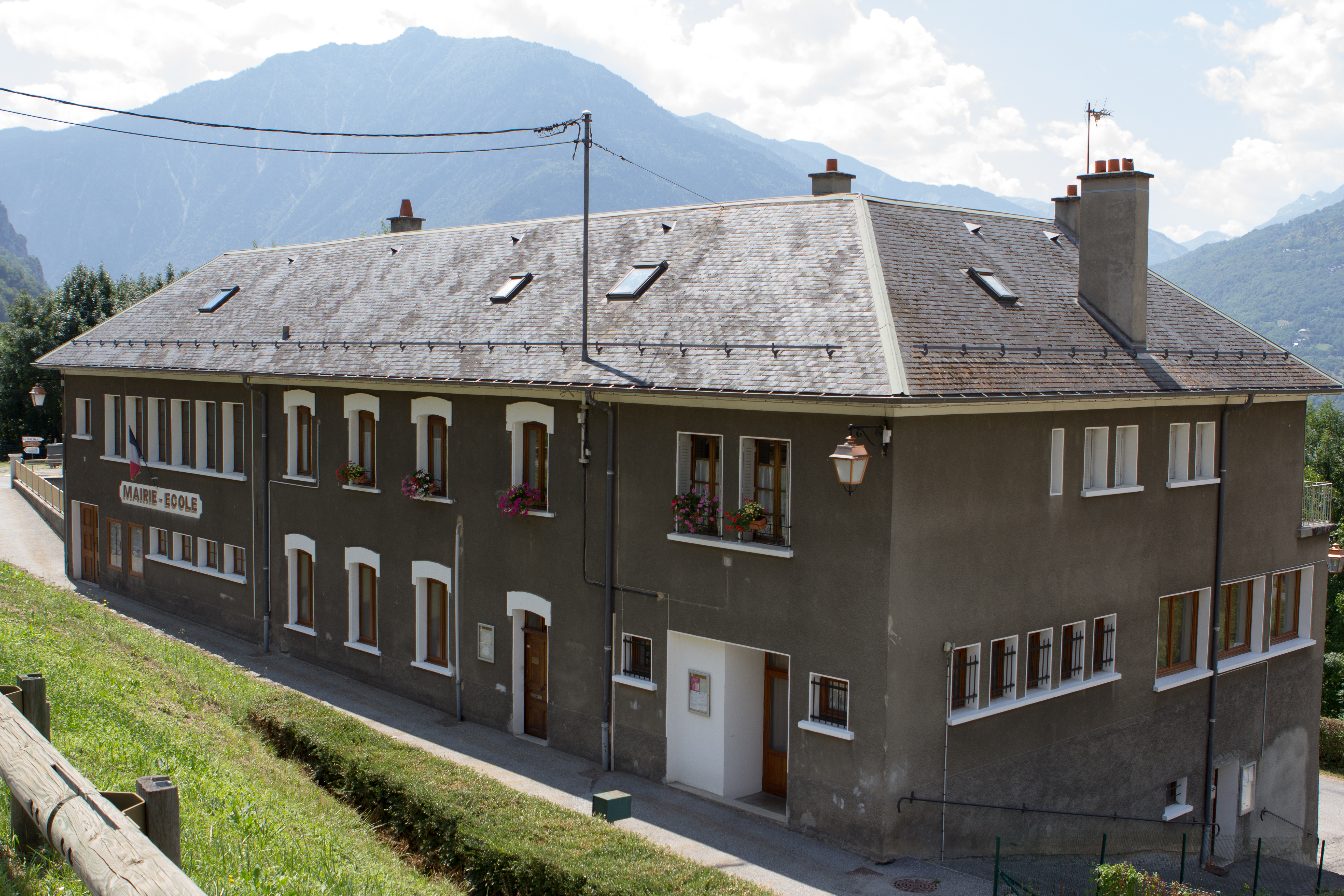
Gemeentehuis en school
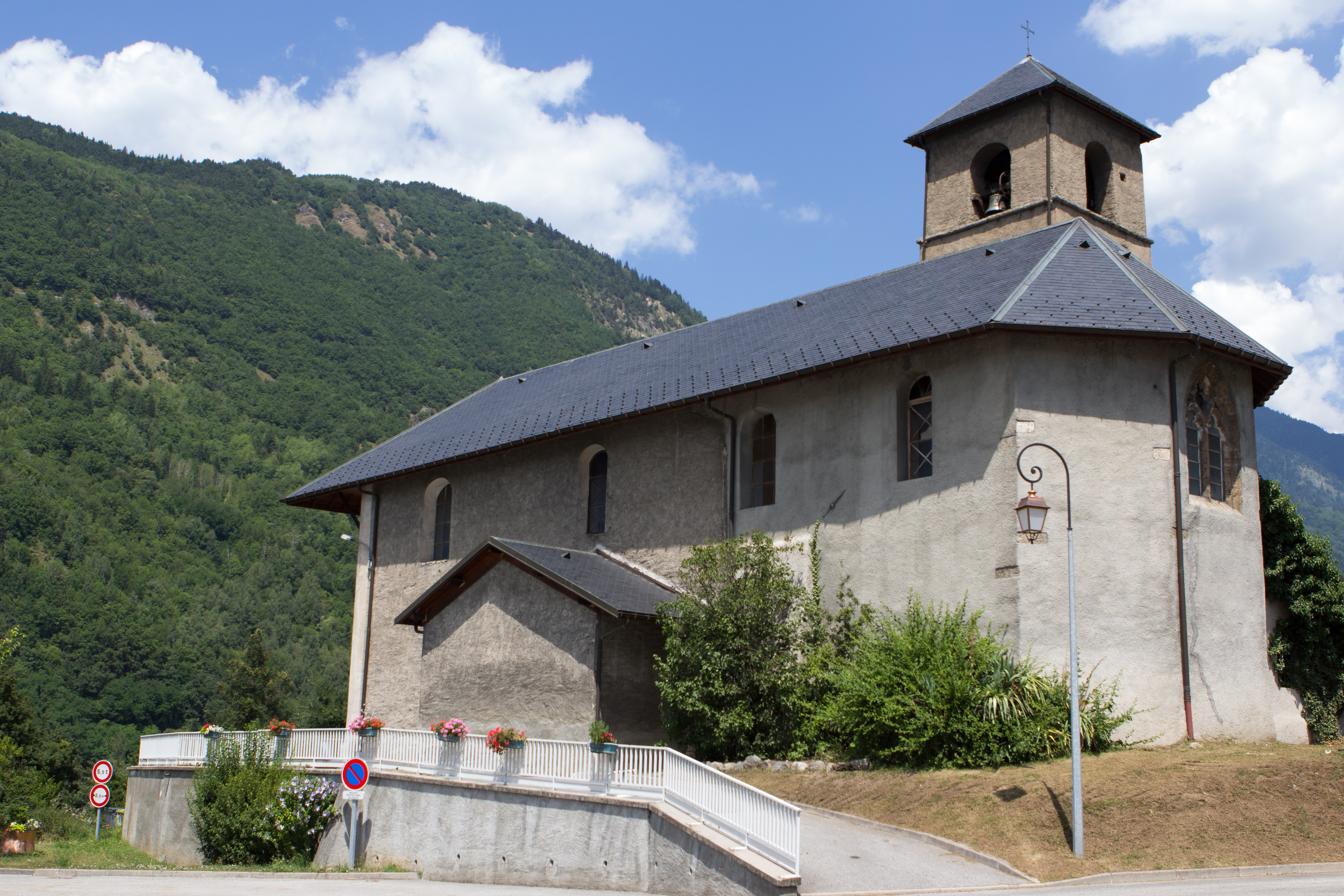
Kerk van Saint-Martin-sur-la-Chambre

## Geografie
De oppervlakte van Saint-Martin-sur-la-Chambre bedraagt 4,7 km², de bevolkingsdichtheid is 88,5 inwoners per km².
De onderstaande kaart toont de ligging van Saint-Martin-sur-la-Chambre met de belangrijkste infrastructuur en aangrenzende gemeenten.

## Demografie
Onderstaande figuur toont het verloop van het inwonertal (bron: INSEE-tellingen).

1. ↑  Populations de référence 2022.